# Tal (Tal Farlow)
Tal è un album di Tal Farlow, pubblicato dalla Norgran Records (ed anche dalla Verve Records, MGV-8021) nel 1956.
I cataloghi sia della Norgran Records che della Verve Records indicano come data di registrazione dei brani un generico "1956", mentre nella ristampa (su CD con bonus) del disco effettuata dall'etichetta Essential Jazz Classics è riportata come data esatta d'incisione il 5 giugno dello stesso anno a New York City, New York (Stati Uniti).

## Tracce
Lato A
1. Isn't It Romantic – 10:15 (Richard Rodgers, Lorenz Hart)
2. There Is No Greater Love – 4:00 (Isham Jones, Marty Symes)
3. How About You – 6:06 (Burton Lane, Ralph Freed)
4. Anything Goes – 5:12 (Cole Porter)

Durata totale: 25:33
Lato B
1. Yesterdays – 5:56 (Otto Harbach, Jerome Kern)
2. You Don't Know What Love Is – 4:24 (Gene De Paul, Don Raye)
3. Chuckles – 5:00 (Clark Terry)
4. Broadway – 6:19 (Billy Bird, Teddy McRae, Henri Woode)

Durata totale: 21:39
Edizione CD del 2010, pubblicato dalla Essential Jazz Classics (EJC 55476)
1. Isn't It Romantic – 10:11 (R. Rodgers, L. Hart)
2. There Is No Greater Love – 3:58 (I. Jones, M. Symes)
3. How About You – 6:04 (B. Lane, R. Freed)
4. Anything Goes – 5:10 (C. Porter)
5. Yesterdays – 5:54 (O. Harbach, J. Kern)
6. You Don't Know What Love Is – 4:22 (G. De Paul, D. Raye)
7. Chuckles – 4:59 (C. Terry)
8. Broadway – 6:19 (B. Bird, T. McRae, H. Woode)
9. 'Deed I Do – 3:30 (F. Rose, W. Hirsch) – Bonus Track
10. We'll Be Together Again – 3:27 (C. Fischer, F. Laine) – Bonus Track
11. The More I See You – 4:51 (M. Gordon, H. Warren) – Bonus Track
12. All the Things You Are – 4:24 (O. Hammerstein II, J. Kern) – Bonus Track
13. How Long Has This Been Going On? – 4:14 (G. Gershwin, I. Gershwin) – Bonus Track
14. Topsy – 3:41 (E. Battle, E. Durham) – Bonus Track
15. Night and Day – 4:23 (C. Porter) – Bonus Track

Durata totale: 75:27
- Brani numero - 9, 10, 11, 12, 13 e 14, registrati il 18 febbraio 1956 a New York City, New York
- Brano numero - 15, registrato il 17 febbraio 1956 a New York City, New York

## Musicisti
- Tal Farlow - chitarra
- Eddie Costa - pianoforte
- Vinnie Burke - contrabbasso

Brani CD - Bonus nr. - 9, 10, 11, 12, 13, 14 e 15
- Tal Farlow - chitarra
- Eddie Costa - pianoforte
- Bill Takes (o) Nabil Knobby Totah - contrabbasso
- Jimmy Campbell - batteria